# プエルトリコ独立党
プエルトリコ独立党（プエルトリコどくりつとう、西: Partido Independentista Puertorriqueño パルティード・インデペンデンティスタ・プエルトリケーニョ 略：PIP、英: Puerto Rican Independence Party）は、アメリカ合衆国の自治連邦区であるプエルトリコの政党の一つ。

## 概要

### 結党
1946年10月20日にヒルベルト・コンセプシオン・デ・ガルシアによって結成された。プエルトリコの政党としては2番目に古い歴史を持つ政党である。現党首は元弁護士のルベン・ベリオス・マルティネス。
1971年に党首に選出されたベリオスの指揮下で行われた1972年の選挙では、労働者や反米活動家などの支持を受けて躍進した。その後1990年代に入りビエケス島のアメリカ海軍の訓練施設の返還運動を積極的に行った。

### 現在
現在はプエルトリコの首都であるサンフアンに本拠を置き、プエルトリコにおける主要3政党の一翼をになう。しかし得票率では、自治領としての権益拡大を主張する民主人民党(Partido Popular Democrático PPD)と、州として合衆国に加入することを主張する新進歩党(Partido Nuevo Progresista PNP)の2大政党に大きく水をあけられており、2004年の総選挙においては得票率が2.4％という状況である。

## 独立運動

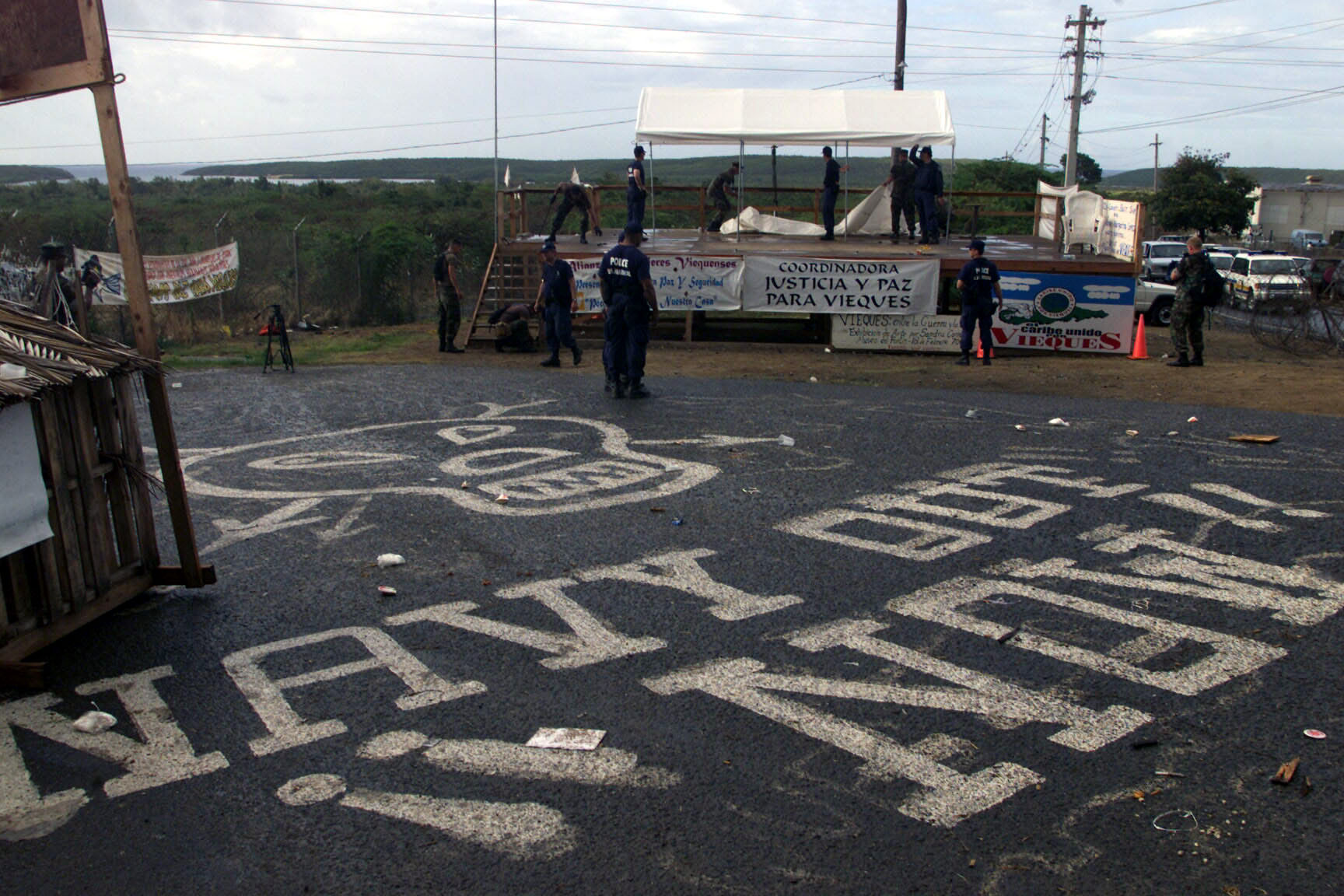
プエルトリコのアメリカ軍訓練施設に対する反対運動

アメリカ合衆国の自由連合州であるプエルトリコの、アメリカからの完全独立とビエケス島にあるアメリカ軍の訓練施設からのアメリカ軍の撤退と施設の返還を目指している。また、キューバにあるアメリカ軍のグアンタナモ基地の返還要求なども行っている。他にも、アメリカ軍の施設の撤退運動を行い投獄されたプエルトリコ人や、「アメリカに対する反逆の罪」により投獄された「政治犯」の解放運動に対する支援も行っている。
1996年にパナマで行われた「プエルトリコ住民の独立のための統一ラテンアメリカ」会議においては、PIPとベリオスが中心的な役割を担い、プエルトリコの独立に向けた南米諸国の政治家からなる常任作業委員会の設置で合意した。
しかし世論調査において独立を志向するプエルトリコ人は常に数％にとどまり、州昇格あるいは現状維持を望む者の比率がそれぞれ拮抗する状況である。

## 政治志向
なお、世界各国の他の反米政党に多くみられるように社会主義的な志向が強く、現在は日本の社民党などの社会民主主義政党が多く加盟する社会主義インターナショナルに加盟している。